# Agapetus abbreviatus
Agapetus abbreviatus är en nattsländeart som beskrevs av Georg Ulmer 1913. Agapetus abbreviatus ingår i släktet Agapetus och familjen stenhusnattsländor. Inga underarter finns listade i Catalogue of Life.